# بيج موناغان
بيج موناغان (بالإنجليزية: Paige Monaghan)‏ هي لاعبة كرة قدم أمريكية، ولدت في 13 نوفمبر 1996 في Succasunna, New Jersey ‏ في الولايات المتحدة. لعبت مع سكاي بلو.

## وصلات خارجية
- بيج موناغان على موقع قاعدة بيانات كرة القدم.إي يو (الإنجليزية)
- بيج موناغان على موقع Soccerway.com (الإنجليزية)